# Pont des Lagunes
Pour les articles homonymes, voir Lagunes (homonymie).
En Italie, le pont des Lagunes permet au chemin de fer de relier la gare de Venise-Santa-Lucia à la terre ferme. Il est parallèle au pont de la Liberté qui assure le trafic routier.